# Lázaro Recht
Lázaro Recht (Buenos Aires, Argentina, 16 de julio de 1941-)  es un matemático argentino. Entre otras distinciones, ha recibido, entre otros, el Premio Andrés Bello, mención Ciencias Básicas (1989); el Premio José Francisco Torrealba (1993) que otorga la Asociación de Profesores de la Universidad Simón Bolívar; el Premio Anual al Mejor Trabajo Científico (1994), mención honorífica, en el área de Matemáticas, que le otorgó el CONICIT; y el Premio Lorenzo Mendoza Fleury (2003). Se desempeñaba como Profesor Titular de la Universidad Simón Bolívar. Actualmente trabaja en la Universidad de los Andes en Colombia
Obtuvo su licenciatura en Matemáticas en la Universidad de Buenos Aires, en 1963, y el Ph.D en el Massachusetts Institute of Technology, EE.UU, en 1969. Se incorporó al Departamento de Matemáticas de la Universidad Simón Bolívar en el año 1971 y es Profesor Titular de esa institución desde 1978. Sus principales contribuciones científicas están en el campo de la Geometría del Análisis Funcional y en Geometría Diferencial, aportes que han sido reflejados en 41 artículos publicados en revistas internacionales de alto impacto. Ha sido profesor visitante en prestigiosas universidades de EE.UU, Italia y Argentina. Es miembro correspondiente de la Academia Nacional de Ciencias Exactas, Físicas y Naturales de Argentina.
Es miembro del Sistema de Promoción al Investigador (Nivel IV).